# Коростишівський кар'єр

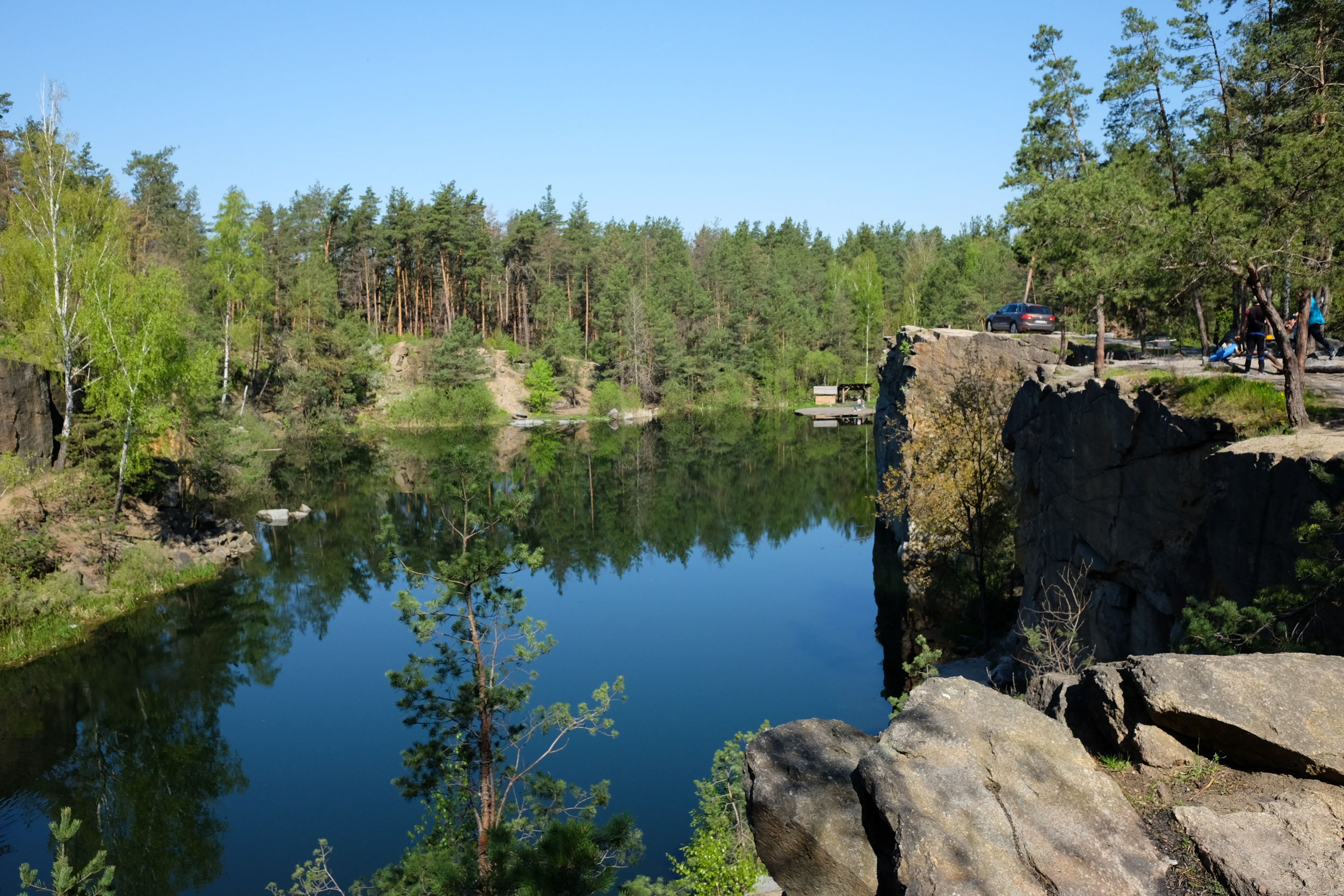

Коростишівський кар'єр — затоплений гранітний кар'єр поблизу міста Коростишів; туристичний об'єкт під назвою «каньйон».

## Історія

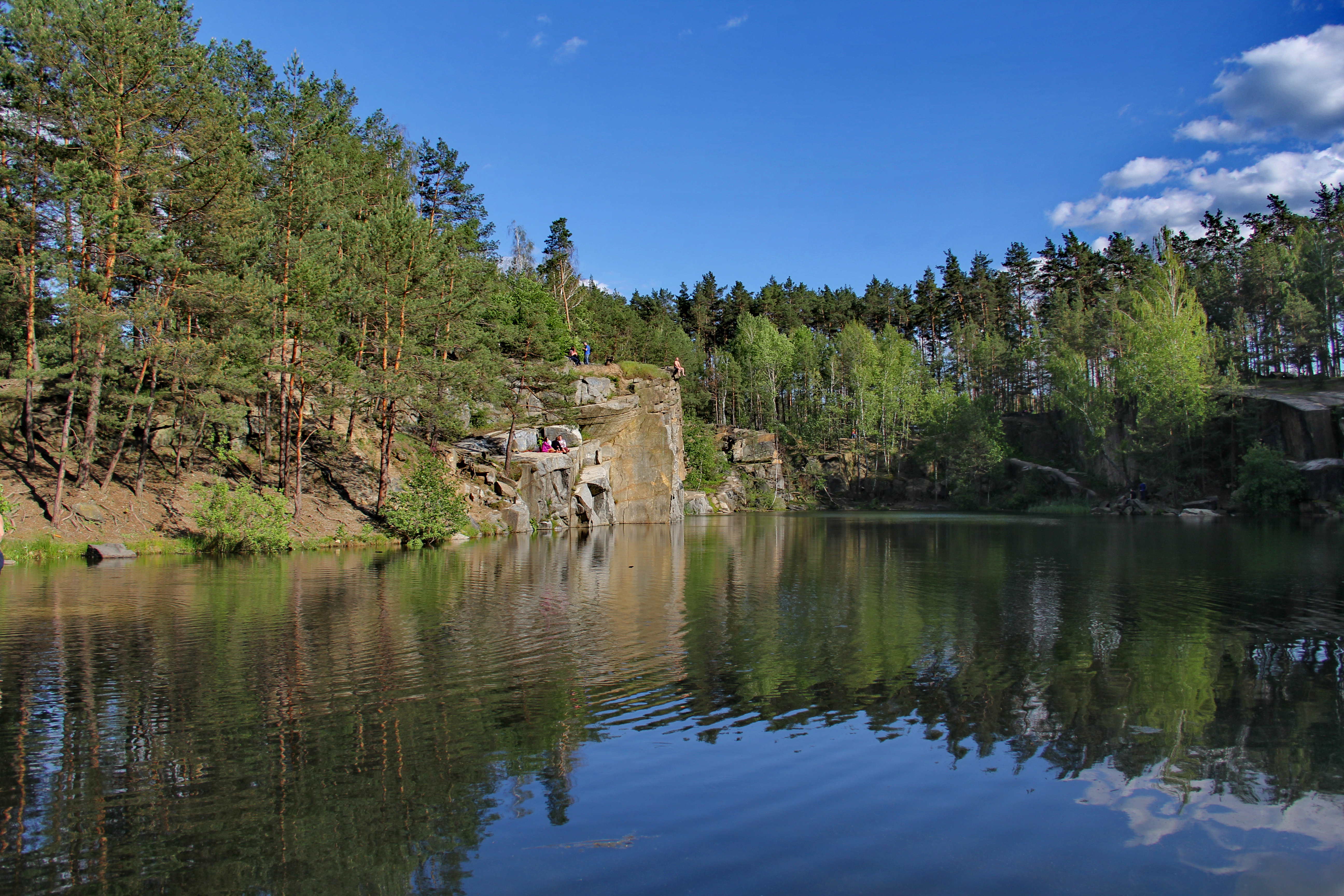
Коростишівський кар'єр

Колись у кар'єрі видобували лабрадорит, габро та сірий граніт. Виробництво каменю на кар'єрі під Коростишевом почалось у 1890 році. За сто років кар'єр був одним з найбільших підприємств міста, на базі якого був створений гранітний завод. Після розпаду СРСР виробництво зупинилося, а кар'єр був затоплений.

## Загальна характеристика
Пейзаж навколо каньйону незвичайний, вздовж берегів ростуть ялинки та берези, що нагадує краєвиди південно-східної Фінляндії.
Висота скель досягає близько 10 метрів, а глибина штучного озера — 20 м.

## Фільмографія

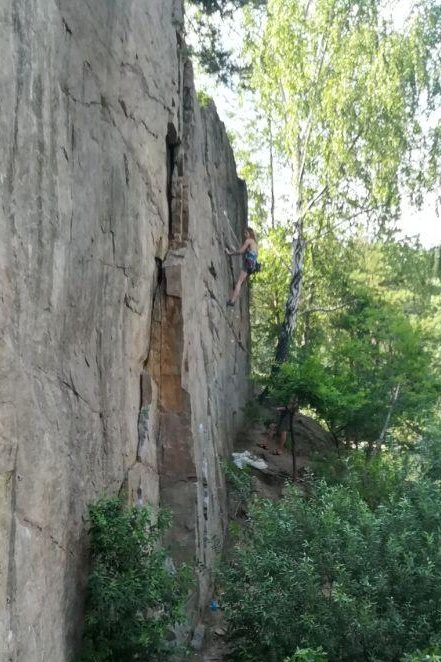
Скелелазка на схилах Коростишівського кар'єру

Тут знімалися фільми:
- Відьма
- Нюхач
- Сторожова застава
- Слуга народу

## Екстремальний туризм
Кар'єр є надзвичайно затребуваним об'єктом індустріального туризму екстремалів України та багатьох інших країн світу.